# عبد الله الكوري
عبد الله ولد الكوري الملقب بـسعدون (مواليد 31 ديسمبر 1990، لاعب كرة قدم موريتاني يجيد اللعب في الوسط في نادي مسافي الإماراتي.

## مسيرة اللاعب
كان عبد الله ولد الكوري قد لعب لعدة اندية موريتانية كزمزم و نصر تيارت و عميد الأندية الموريتانية جمعية لكصر وفاز معه بكأس موريتانيا، قبل أن ينتقل إلى الإمارات حيث لعب في دوري المؤسسات مع عدة أندية و فاز بعدة بطولات كروية أخرى قبل أن يعلن عن انضمامه لنادي الإمارات ليكون بذالك ثاني موريتاني يحترف بالدوري الإماراتي بعد مهاجم الأهلي المصري السابق دومينيك دا سيلفا الذي أحترف مع نادي العروبة و انتقل في عام 2022 إلى نادي مسافي.

## روابط خارجية
- عبد الله الكوري على موقع قاعدة بيانات كرة القدم.إي يو (الإنجليزية)
- عبد الله الكوري على موقع Soccerway.com (الإنجليزية)